# Sekine Shōji

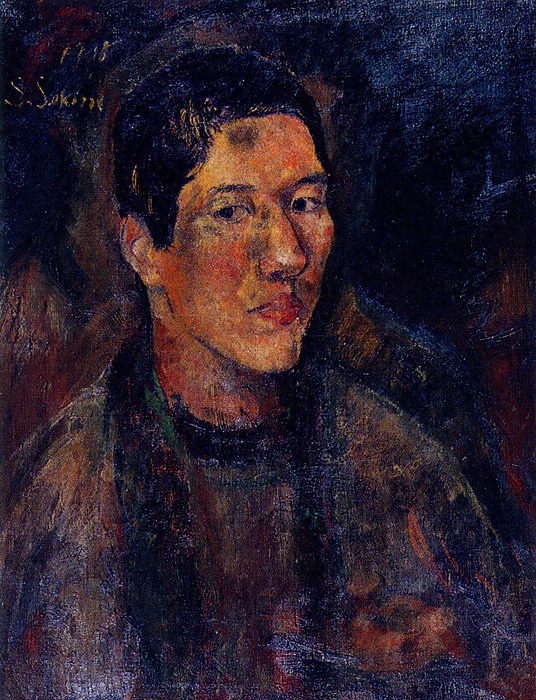
Selbstbildnis, 1918

Sekine Shōji (japanisch 関根 正二; geb. 3. April 1899 in Shirakawa; gest. 16. Juni 1919) war ein japanischer Maler der Yōga-Richtung  der Taishō-Zeit.

## Leben und Werk
Sekine Shōji wuchs in einer mittellosen Handwerkerfamilie in Shirakawa auf, kam dann 1908 mit seinem Vater nach Tōkyō, wo die beiden sehr beengt in einem Haus im Stadtteil Fukagawa lebten. Nach dem Abschluss der Mittelschule 1912 bekam Shōji Arbeit als Hilfskraft in der Design-Abteilung der Druckerei-Compagnie Tōkyō (東京印刷株式会社, Tōkyō insatsu kabushiki kaisha). Dort war es, dass Itō Shinsui und andere ihn für die Malerei interessierten.
Sekine verließ die Firma und machte sich auf Wanderschaft. Dabei traf er in Nagoya auf den nur wenig älteren Künstler Kōno Tsūzei (河野 通勢; 1895–1950), der ihm seine Sammlung von Renaissance-Bildern zeigte. Das scheint eine Erleuchtung für Sekine gewesen zu sein. Jedenfalls begann er danach unentwegt zu malen, quasi ohne Ausbildung. Im Jahr 1915 stellte er auf der 2. Ausstellung der Nika-kai (二科会) aus und tat das auch in den folgenden Jahren. 1918 gewann er mit dem Gemälde „Das Leid der Glaubens“ (信仰, Shinkō no kanashimi) den Chogyū-Preis. Das brachte ihn ins Rampenlicht, aber Armut, Erschöpfung und schließlich Tuberkulose setzten seinem Leben mit Zwanzig ein Ende. So lebte er nicht einmal so lange, wie sein begabter, ebenfalls früh verstorbener Zeitgenosse Murayama Kaita, hinterließ nur etwa 20 Bilder, darüber hinaus aber auch viele Zeichnungen.
Weitere bekannte Bilder sind „Geschwister“ (姉弟, Shitei; 1918) und „Drei Sterne“ (三星, Sansei; 1919).

## Bilder

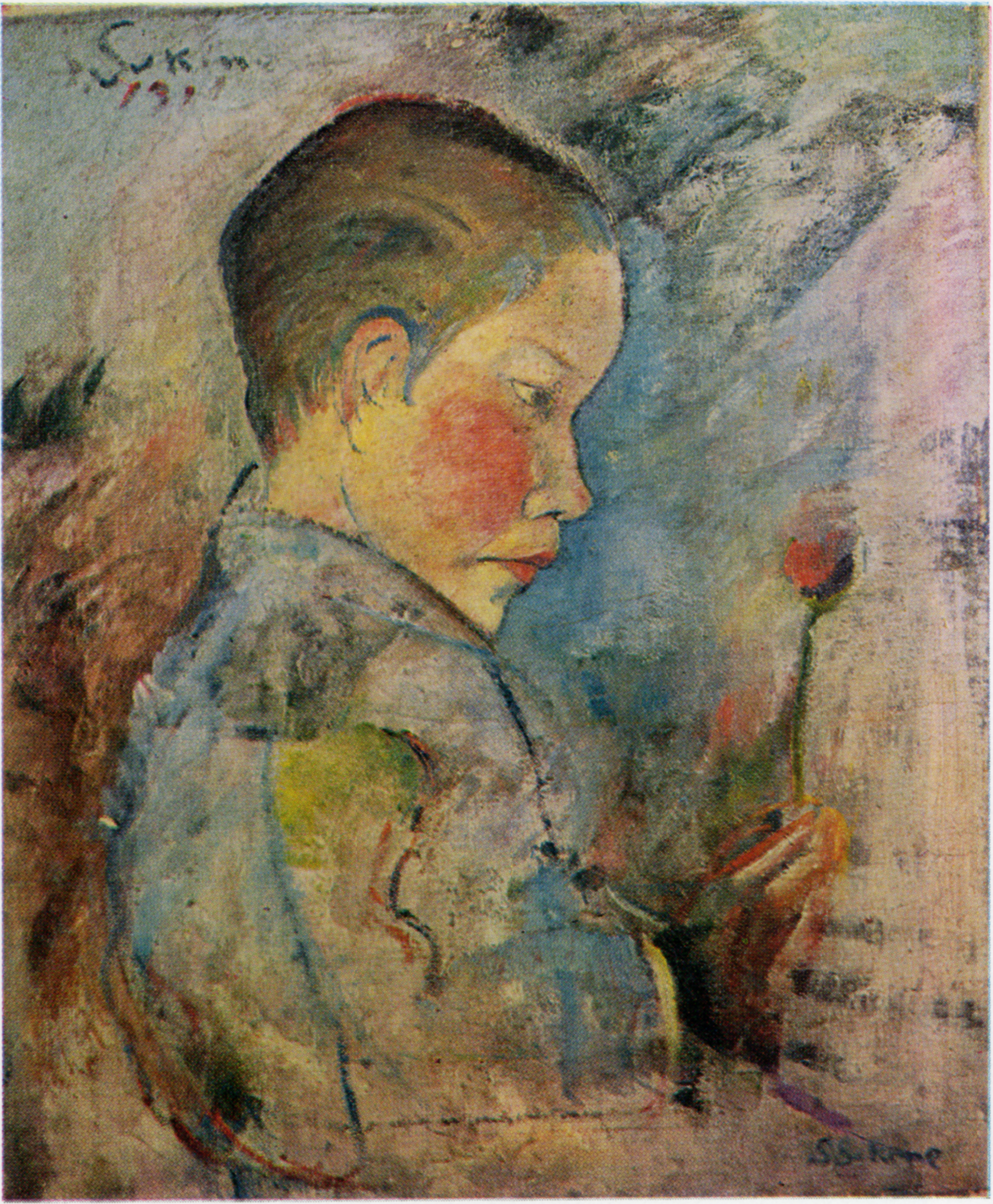
Junge, 1917
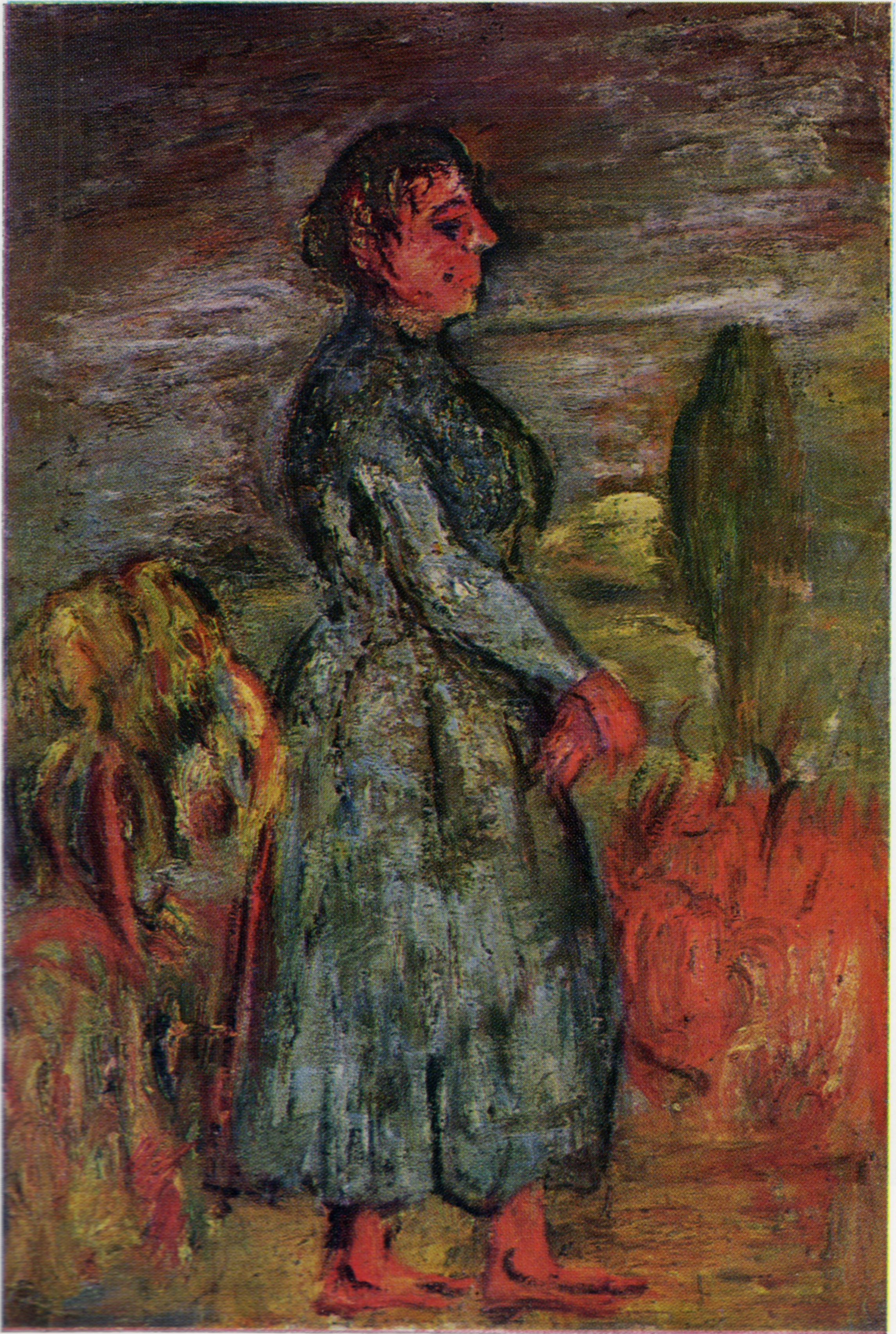
Frauenbild, circa 1918
Trauer Gläubigen, 1918
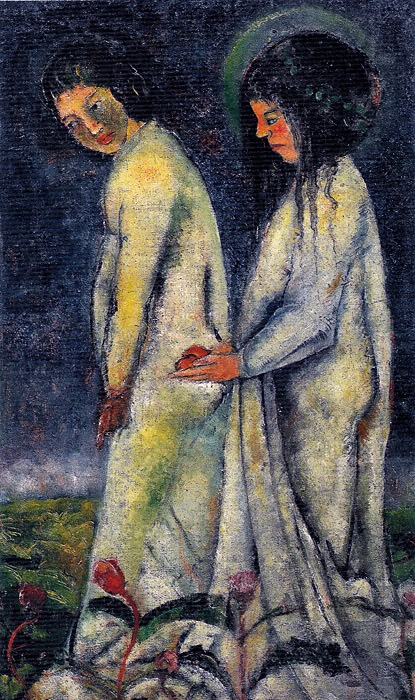
Gebet der Götter, 1918
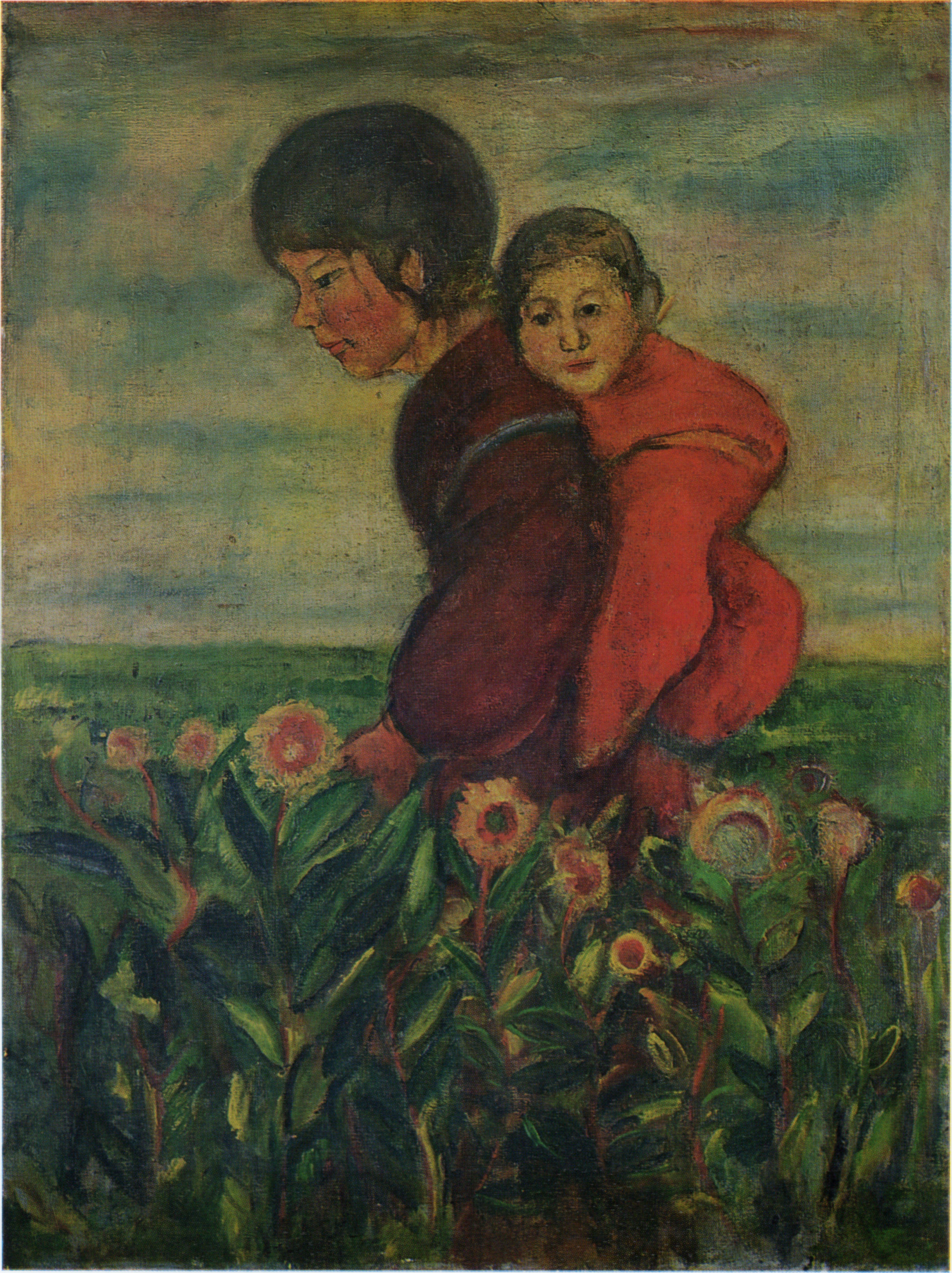
Geschwister, 1918
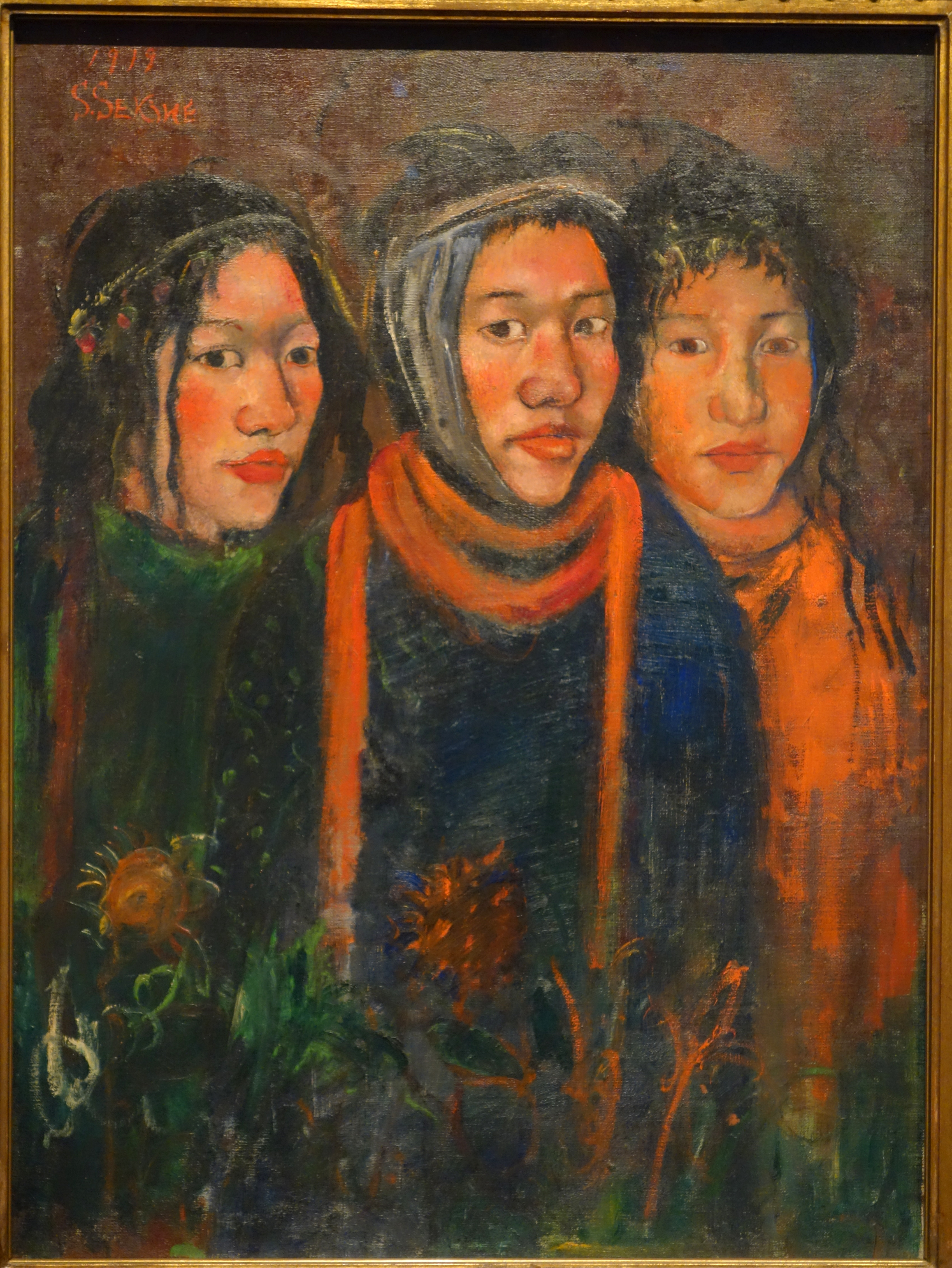
Drei Sterne, 1919
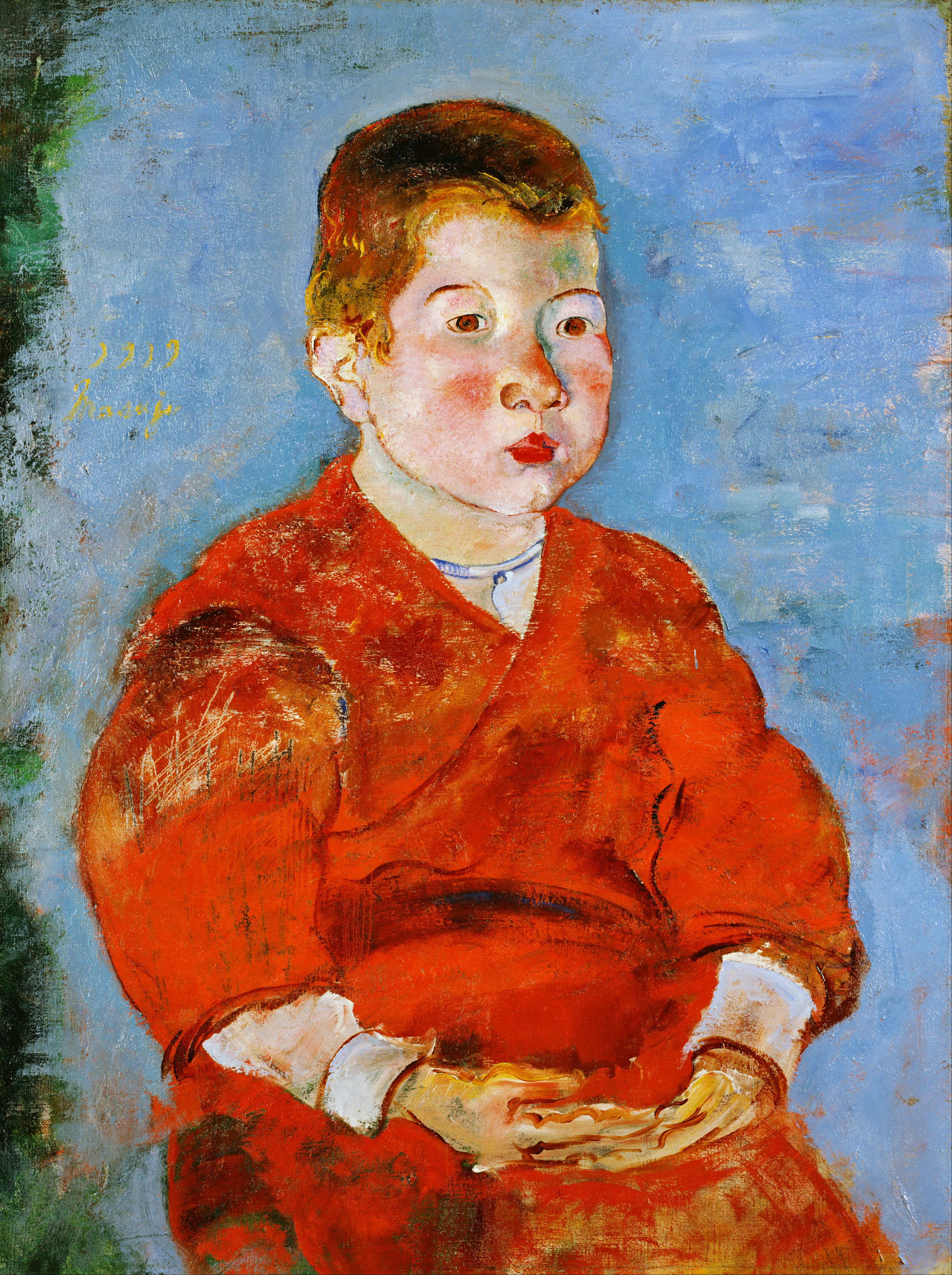
Junge, 1919[4][A 2]

1. 1 2 3  Fukushima Präfekturmuseum für Kunst
2. 1 2  Nationalmuseum für moderne Kunst Tokio.
3. ↑  Ōhara-Kunstmuseum.
4. ↑  Artizon Museum.